# Jurica Vranješ
Jurica Vranješ [ˈjuritsa ˈʋraɲɛʃ] (* 30. Januar 1980 in Osijek, SFR Jugoslawien) ist ein ehemaliger kroatischer Fußballspieler. Seit 2017 ist Vranjes als Spielerberater tätig.

## Karriere

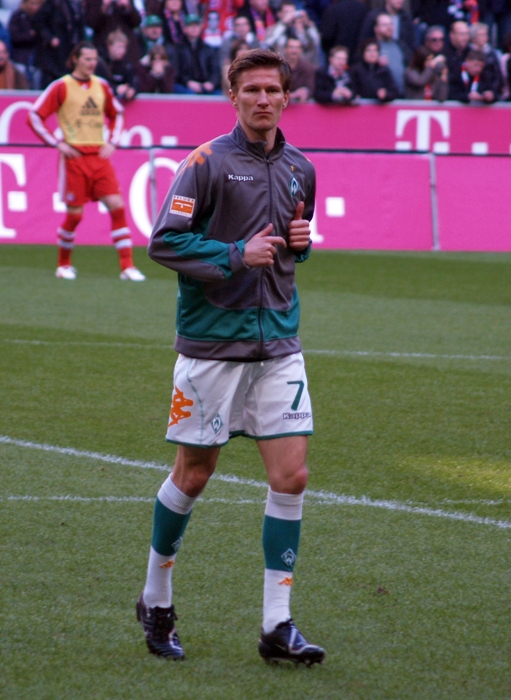
Jurica Vranješ vor einem Spiel gegen den FC Bayern München

### Verein
Vranješ spielte zunächst bis 1997 in Serbien bei FK Vojvodina Novi Sad. Anschließend wechselte er zu NK Osijek, bevor er im Januar 2000 zu Bayer 04 Leverkusen kam. Nach drei Jahren wechselte er zum VfB Stuttgart, bei dem er die erste Saison recht erfolgreich beendete. Nach einer eher enttäuschenden zweiten Saison wechselte er 2005 zu Werder Bremen. Im Spiel gegen Eintracht Frankfurt am 13. Mai 2009 trug er nach der Auswechslung von Frank Baumann die Kapitänsbinde.
Nachdem er in der Hinrunde der Saison 2009/10 keine Rolle im Kader von Werder Bremen gespielt hatte, wurde er in der Winterpause bis zum Saisonende an Gençlerbirliği Ankara  ausgeliehen. Im Sommer kehrte er nach Bremen zurück, stand jedoch auch wegen kritischer Äußerungen über Trainer Thomas Schaaf nicht mehr im Profikader der Bremer; seine Rückennummer 7, die er von Paul Stalteri übernommen hatte, wurde an Marko Arnautović vergeben. Vranješ trainierte in der folgenden Zeit mit Werders zweiter Mannschaft, stand jedoch auch dort nicht im Kader. Seine Vertragslaufzeit endete am 30. Juni 2011.
Am 12. September 2011 unterschrieb Vranješ beim griechischen Erstligisten Aris Thessaloniki einen bis zum 30. Juni 2012 gültigen Vertrag. Anschließend band er sich für zwei Jahre an den kroatischen Erstligisten HNK Rijeka. Im Herbst 2012 bestritt er dort seine letzten Einsätze und beendete dann seine Karriere.

### Nationalmannschaft
1999 gab er bei einem Spiel gegen Ägypten sein Debüt in der kroatischen Nationalmannschaft. Er nahm auch an den Fußball-Weltmeisterschaften 2002 und 2006 teil.

## Erfolge
- DFL-Ligapokal-Sieger 2006 mit Werder Bremen
- DFB-Pokal-Sieger 2008/09 mit Werder Bremen